# Loretz-d’Argenton
Loretz-d’Argenton – gmina we Francji, w regionie Nowa Akwitania, w departamencie Deux-Sèvres. W 2016 roku liczba ludności wynosiła 2711 mieszkańców. 
Gmina została utworzona 1 stycznia 2019 roku z połączenia dwóch ówczesnych gmin: Argenton-l'Église oraz Bouillé-Loretz. Siedzibą gminy została miejscowość Argenton-l'Église. 